# Rhyssemus bordati
Rhyssemus bordati är en skalbaggsart som beskrevs av Riccardo Pittino 1984. Rhyssemus bordati ingår i släktet Rhyssemus och familjen Aphodiidae. Inga underarter finns listade i Catalogue of Life.